# Mirhan Hussein
Mirhan Hussein (ASA-LC: Mayrhan Husayn (em em árabe: ميرهان حسين, ميرهان حسين)‎; (28 de outubro de 1982) é uma cantora, e actriz egípcia, do Cairo. Participou no filme "Omar e Selmi, a quarta pirâmide" (الهرم الرابع كما عملتبش). Também trabalhou extensamente  dramas televisivos, e suas séries: Duram Shubra, Khorram Ibra, Adam e Jamila.

## Biografia
Ganhou popularidade através da versão para o Mundo Árabe do reality talent show Star Academy durante a 5ª estação, representando a Egipto em 2008.
Dantes de seu performance em Star Academy, Mirhan estudou viagens e turismo e, depois, trabalhou numa agência de publicidade. Encanta-lhe desenhar e cantar.
Com talento integral, tendo demonstrado sua capacidade para cantar, dançar, actuar e apresentar programas. Esta diversidade de talento parte de seu carácter carismático, seu perseverança, e sua certeza em suas habilidades. Ainda que não tenha estudado canto nem actuação em nenhum instituto educativo (é graduada de turismo) tem podido demonstrar seu talento naquele popular programa e superar a alguns de seus colegas na Academia, e que têm estudado ou praticado música, dantes de suas participações em Star Academy. Ademais, apesar de que o programa se baseia na concorrência entre candidatos, ela foi amável, serviçal e prestou apoio para seus colegas. Mirhan tem uma personalidade animada. Seu caminho após a Academia demonstra que está decidida a seguir sua carreira de maneira racional.
Em 2016, Mirhan foi presa, por conduzir alcoolizada, ainda que seja abstémia; foi liberta pouco depois.

## Carreira
Devido a seu sucesso em Star Academy 5, Mirhan e outros seis candidatos foram eleitos para fazer parte do Star Academy Tour.